# Список чемпионов ECW
Титул чемпиона ECW (англ. ECW Championship) — являлся мировым чемпионским титулом в тяжёлом весе в рестлинг-компаниях Extreme Championship Wrestling (ECW) и World Wrestling Entertainment (WWE). Первоначально использовался в федерации Extreme Championship Wrestling (Eastern Championship Wrestling с 1992 по 1994 год), а позже в WWE на бренде ECW. Титул был учреждён 25 апреля 1992 года под названием «Чемпион в тяжёлом весе NWA-ECW». В 1994 году, после выхода ECW из National Wrestling Alliance (NWA), титул был переименован в «Чемпион мира в тяжёлом весе ECW». 11 апреля 2001 года, после банкротства ECW, — перестал существовать. В июне 2006 года WWE выкупила активы ECW и восстановила федерацию как один из своих брендов, а титул был переименован в «Чемпион мира ECW». 16 февраля 2010 года титул был упразднён в связи с прекращением работы федерации ECW.
Первым чемпионом ECW стал Джимми Снука, победивший Сальваторо Беллами 25 апреля 1992 года в финале турнира за чемпионский титул. Однако федерация WWE не признаёт чемпионов до 27 августа 1994 года, когда ECW вышло из NWA. По этой причине, согласно версии WWE, первым чемпионом ECW является Шейн Дуглас. Всего за историю титула им владело 32 рестлера. Чаще всех титул завоёвывал Сэндмен — 5 раз. Самым продолжительным владением титула, в течение 406 дней, было четвёртое чемпионство Дугласа. Самым коротким — Иезекиила Джексона, который пробыл чемпионом менее суток, так как сразу после завоевания титула ECW объявило о его упразднении в связи с прекращением своей работы.

## Названия титула
| Название                        | Годы        |
| ------------------------------- | ----------- |
| Чемпион в тяжёлом весе NWA-ECW  | 1992 — 1994 |
| Чемпион мира в тяжёлом весе ECW | 1994 — 2006 |
| Чемпион мира ECW                | 2006 — 2007 |
| Чемпион ECW                     | 2007 — 2010 |

## История титула
|             | Избраны в Зал славы WWE       |
| Рестлер (X) | количество выигранных титулов |

| №  | Рестлер                    | Фото | Дней | Дата             | Место                            | Шоу                           | Примечания | Сноска        |
| -- | -------------------------- | ---- | ---- | ---------------- | -------------------------------- | ----------------------------- | --- | ------------- |
| 1  | Джимми Снука               |      | 1    | 25 апреля 1992   | Маунт Тэйбор, Пенсильвания, США  | Живое выступление             | Снука победил Сальваторе Белломо в финале турнира и стал первым чемпион в тяжёлом весе NWA-ECW. | [ 4 ]         |
| 2  | Джонни Хотбади             |      | 79   | 26 апреля 1992   | Филадельфия, Пенсильвания, США   | Живое выступление             | Поединок один на один. | [ 5 ]         |
| 3  | Джимми Снука (2)           |      | 78   | 14 июля 1992     | Филадельфия, Пенсильвания, США   | Живое выступление             | Поединок один на один. | [ 5 ]         |
| 4  | Дон Мурако                 |      | 47   | 30 сентября 1992 | Филадельфия, Пенсильвания, США   | Живое выступление             | Поединок один на один. | [ 5 ]         |
| 5  | Сэндмен                    |      | 138  | 16 ноября 1992   | Филадельфия, Пенсильвания, США   | Живое выступление             | Поединок один на один. | [ 6 ]         |
| 6  | Дон Мурако (2)             |      | 127  | 3 апреля 1993    | Рэднор, Пенсильвания, США        | Живое выступление             | Поединок один на один. | [ 6 ]         |
| 7  | Тито Сантана               |      | 32   | 8 августа 1993   | Филадельфия, Пенсильвания, США   | Живое выступление             | Поединок один на один. Эдди Гилберт вынес пояс Дона Мурако. В процессе поединка Гилберт несколько раз отвлек рефери во время отчета и тем самым помешал Мурако выиграть поединок. | [ 6 ]         |
| 8  | Шейн Дуглас                |      | 23   | 9 сентября 1993  | Роанок, Виргиния, США            | Живое выступление             | Дуглас был объявлен чемпионом в связи с тем, что его соперник Тито Сантана не явился на бой. | [ 7 ]         |
| 9  | Сабу                       |      | 85   | 2 октября 1993   | Филадельфия, Пенсильвания, США   | Bloodfest: Part 2             | Поединок один на один. До этого Дуглас в этот день победил Джи Ти Смита в результате дисквалификации. | [ 8 ] [ 9 ]   |
| 10 | Терри Фанк                 |      | 90   | 26 декабря 1993  | Филадельфия, Пенсильвания, США   | Holiday Hell (1993)           | Поединок без дисквалификаций. | [ 10 ]        |
| 11 | Шейн Дуглас (2)            |      | 385  | 26 марта 1994    | Дэйвон-Бервин, Пенсильвания, США | Ultimate Jeopardy (1994)      | Дуглас удержал Фанка в поединке «Ultimate Jeopardy» в котором также участвовали Мистер Хаггис, Рокко Рок, Джонни Грандж, Роад Варриор Хавк, Кевин Салливан и Тазманиак. 27 августа 1994 года, после того как Дуглас отказался от титула чемпиона мира в тяжелом весе NWA, ECW вышло из состава NWA и сменило название на Extreme Championship Wrestling. Титул стал называться чемпион мира в тяжелом весе ECW. WWE признает чемпионства ECW, начиная только с 27 августа 1994 года. | [ 11 ]        |
| 12 | Сэндмен (2)                |      | 196  | 15 апреля 1995   | Филадельфия, Пенсильвания, США   | Hostile City Showdown (1995)  | Поединок один на один. | [ 7 ]         |
| 13 | Майкки Уипврек             |      | 42   | 28 октября 1995  | Филадельфия, Пенсильвания, США   | Живое выступление             | Поединок с лестницами. | [ 12 ]        |
| 14 | Сэндмен (3)                |      | 49   | 9 декабря 1995   | Филадельфия, Пенсильвания, США   | December to Dismember (1995)  | Поединок «Three way dance» в котором также участвовал Стив Остин. Остин смог удержать Уипврека и выбил его из матча. В конце поединка Сэндмен удержал Остина и стал чемпионом ECW. | [ 13 ]        |
| 15 | Рэйвен                     |      | 252  | 27 января 1996   | Филадельфия, Пенсильвания, США   | Живое выступление             | Поединок по экстремальным правилам. | [ 14 ]        |
| 16 | Сэндмен (4)                |      | 63   | 5 октября 1996   | Филадельфия, Пенсильвания, США   | Ultimate Jeopardy (1996)      | Сэндмен и Томми Дример победили Стива Ричардса и Брайана Ли в командном поединке. Матч был назначен после того, как Рэйвен не явился на шоу. | [ 15 ]        |
| 17 | Рэйвен (2)                 |      | 127  | 7 декабря 1996   | Филадельфия, Пенсильвания, США   | Holiday Hell (1996)           | Поединок «с колючей проволокой». | [ 16 ]        |
| 18 | Терри Фанк (2)             |      | 118  | 13 апреля 1997   | Филадельфия, Пенсильвания, США   | Barely Legal                  | Поединок один на один. Перед этим поединком Фанк победил Сэндмена и Стивена Ричардса в поединке «Three way dance». | [ 17 ]        |
| 19 | Сабу (2)                   |      | 8    | 9 августа 1997   | Филадельфия, Пенсильвания, США   | Born to Be Wired              | Поединок «с колючей проволокой». | [ 18 ]        |
| 20 | Шейн Дуглас (3)            |      | 60   | 17 августа 1997  | Форт-Лодердейл, Флорида, США     | Hardcore Heaven (1997)        | Поединок «Three way dance» в котором также участвовал Терри Фанк. | [ 19 ]        |
| 21 | Бам Бам Бигелоу            |      | 45   | 16 октября 1997  | Нью-Йорк, Нью-Йорк, США          | Живое выступление             | Поединок один на один. | [ 20 ]        |
| 22 | Шейн Дуглас (4)            |      | 406  | 30 ноября 1997   | Монака, Пенсильвания, США        | November to Remember (1997)   | Поединок по экстремальным правилам. | [ 21 ]        |
| 23 | Тэз                        |      | 252  | 10 января 1999   | Кисимми, Флорида, США            | Guilty as Charged (1999)      | Поединок один на один. Таз смог победить Дугласа благодаря вмешательству в поединок Тэмми и Криса Кандидо. | [ 22 ]        |
| 24 | Майк Осом                  |      | 89   | 19 сентября 1999 | Вилла Парк, Иллинойс, США        | Anarchy Rulz (1999)           | Поединок «Three way dance» в котором также участвовал Масато Танака. | [ 23 ]        |
| 25 | Масато Танака              |      | 6    | 17 декабря 1999  | Нашвилл, Теннесси, США           | ECW on TNN                    | Поединок со столами и стульями. | [ 24 ]        |
| 26 | Майк Осом (2)              |      | 112  | 23 декабря 1999  | Уайт Плэйнс, Нью-Йорк, США       | ECW on TNN                    | Поединок один на один. | [ 25 ]        |
| 27 | Тэз (2)                    |      | 9    | 13 апреля 2000   | Индианаполис, Индиана, США       | ECW on TNN                    | После проигрыша чемпионского титула 19 сентября 1999 года Таз перешел в World Wrestling Federation. В 2000 году Осом неожиданно подписал контракт с World Championship Wrestling и Пол Хейман с Винсом Макмэхоном организовали переход Таза обратно в ECW и чемпионский поединок в котором Таз победил Осома. | [ 26 ]        |
| 28 | Томми Дример               |      | 0    | 22 апреля 2000   | Филадельфия, Пенсильвания, США   | CyberSlam (2000)              | Поединок один на один. Сразу по окончании матча Кредибл напал на Дримера и потребовал дать ему шанс сразиться за чемпионский титул. | [ 27 ]        |
| 29 | Джастин Кредибл            |      | 162  | 22 апреля 2000   | Филадельфия, Пенсильвания, США   | CyberSlam (2000)              | Поединок один на один. Дример проиграл титул из-за вмешательства в поединок Франсин. | [ 27 ]        |
| 30 | Джерри Линн                |      | 35   | 1 октября 2000   | Сент-Пол, Миннесота, США         | Anarchy Rulz (2000)           | Поединок один на один. Линн смог победить Кредибла благодаря помощи рефери, который судил в его пользу. | [ 28 ]        |
| 31 | Стив Корино                |      | 63   | 5 ноября 2000    | Вилла Парк, Иллинойс, США        | November to Remember (2000)   | Поединок «Double Jeopardy». На ринге одновременно проводилось два матча: Корино против Сэндмена и Кредибл против Линна. Победители этих схваток разыграли титул в стандартном поединке один на один. | [ 29 ]        |
| 32 | Сэндмен (5)                |      | 0    | 7 января 2001    | Нью-Йорк, Нью-Йорк, США          | Guilty as Charged (2001)      | Поединок со столами, лестницами, стульями и палками. | [ 30 ]        |
| 33 | Райно                      |      | 93   | 7 января 2001    | Нью-Йорк, Нью-Йорк, США          | Guilty as Charged (2001)      | Поединок один на один. Райно также был телевизионным чемпионом ECW, завоевав титул чемпиона мира он объединил эти два пояса. | [ 30 ] [ 31 ] |
|    | Упразднен                  |      |      | 10 апреля 2001   |                                  |                               | 4 апреля 2001 года ECW объявило о своём банкротстве, таким образом Рино стал последним чемпионом ECW. В 2003 году World Wrestling Entertainment выкупил её активы. | [ 32 ] [ 33 ] |
| 34 | Роб Ван Дам                |      | 21   | 13 июня 2006     | Трентон, Нью-Джерси, США         | ECW                           | Титул был восстановлен WWE и передан бренду ECW. Роб Ван Дам был награждён титулом Полом Хейманом за завоевание титула чемпиона WWE. | [ 34 ] [ 35 ] |
| 35 | Биг Шоу                    |      | 152  | 4 июля 2006      | Филадельфия, Пенсильвания, США   | ECW                           | Поединок по экстремальным правилам. | [ 36 ] [ 37 ] |
| 36 | Бобби Лэшли                |      | 147  | 3 декабря 2006   | Огаста, Джорджия, США            | December to Dismember (2006)  | Поединок в клетке уничтожения в котором также участвовали Роб Ван Дам, Хардкор Холли, Тест и СМ Панк. | [ 38 ] [ 39 ] |
| 37 | Мистер Макмэн              |      | 35   | 29 апреля 2007   | Атланта, Джорджия, США           | Backlash (2007)               | Поединок «с форой» в котором также участвовали Шейн Макмэн и Умага. Мистер Макмэхон удержал Лэшли и стал чемпионом ECW. | [ 40 ] [ 41 ] |
| 38 | Бобби Лэшли (2)            |      | 8    | 3 июня 2007      | Джэксонвилл, Флорида, США        | One Night Stand (2007)        | Поединок «Уличная драка». | [ 42 ] [ 43 ] |
|    | Титул стал вакантным       |      |      | 11 июня 2007     | Уилкс-Барре, Пенсильвания, США   | Raw                           | Титул стал вакантным в связи с драфтом Лэшли в Raw. | [ 42 ] [ 44 ] |
| 39 | Джонни Нитро/Джон Моррисон |      | 69   | 24 июня 2007     | Хьюстон, Техас, США              | Vengeance: Night of Champions | Нитро победил СМ Панка за вакантный чемпионский титул. 17 июля 2007 года Нитро поменял своё сценическое имя на Джон Моррисон. | [ 46 ] [ 47 ] |
| 40 | СМ Панк                    |      | 143  | 1 сентября 2007  | Цинциннати, Огайо, США           | ECW                           | Поединок «последний шанс», который был показан в записи 4 сентября 2007 года. | [ 48 ] [ 49 ] |
| 41 | Чаво Герреро               |      | 68   | 22 января 2008   | Шарлотсвилл, Виргиния, США       | ECW                           | Поединок без дисквалификаций. | [ 50 ] [ 51 ] |
| 42 | Кейн                       |      | 91   | 30 марта 2008    | Орландо, Флорида, США            | Рестлмания XXIV               | Титул чемпиона ECW стал собственностью бренда Raw после того, как Кейн перешёл в Raw 23 июня 2008 года драфта. | [ 52 ] [ 53 ] |
| 43 | Марк Хенри                 |      | 70   | 29 июня 2008     | Даллас, Техас, США               | Night of Champions (2008)     | Поединок «Тройная угроза» в котором участвовали Кейн, Биг Шоу (из SmackDown!) и Марк Хенри. Хенри выиграл поединок, после чего титул перешёл обратно в ECW. | [ 54 ] [ 55 ] |
| 44 | Мэтт Харди                 |      | 127  | 7 сентября 2008  | Кливленд, Огайо, США             | Unforgiven (2008)             | Харди выиграл «поединок на выбивание» в котором также участвовали Финли, Миз и Чаво Герреро. | [ 56 ] [ 57 ] |
| 45 | Джэк Сваггер               |      | 104  | 12 января 2009   | Су-Сити, Айова, США              | ECW                           | Шоу было показано 13 января 2009 года. | [ 58 ] [ 59 ] |
| 46 | Кристиан                   |      | 42   | 26 апреля 2009   | Провиденс, Род-Айленд, США       | Backlash (2009)               | Поединок один на один. | [ 60 ] [ 61 ] |
| 47 | Томми Дример (2)           |      | 49   | 7 июня 2009      | Новый Орлеан, Луизиана, США      | Extreme Rules (2009)          | Хардкорный поединок «Тройная угроза» в котором участвовали Кристиан, Дример и Сваггер. | [ 62 ] [ 63 ] |
| 48 | Кристиан (2)               |      | 205  | 26 июля 2009     | Филадельфия, Пенсильвания, США   | Night of Champions (2009)     | Кристиан удерживал титул дольше всех во время эры WWE. | [ 64 ] [ 65 ] |
| 49 | Иезекиил Джексон           |      | 0    | 16 февраля 2010  | Канзас-Сити, Миссури, США        | ECW                           | Матч по экстремальным правилам. | [ 66 ]        |
|    | Упразднен                  |      |      | 16 февраля 2010  | Канзас-Сити, Миссури, США        | ECW                           | Титул был упразднён в связи с прекращением работы ECW. | [ 2 ]         |

## По количеству дней владения титулом
| №  | Рестлер                    | Чемпионских титулов | Количество дней владения титулом |
| -- | -------------------------- | ------------------- | -------------------------------- |
| 1  | Шейн Дуглас                | 4                   | 874                              |
| 2  | Сэндмен                    | 5                   | 446                              |
| 3  | Рэйвен                     | 2                   | 379                              |
| 4  | Тазз                       | 2                   | 261                              |
| 5  | Кристиан                   | 2                   | 247                              |
| 6  | Терри Фанк                 | 2                   | 208                              |
| 7  | Майк Осом                  | 2                   | 201                              |
| 8  | Дон Мурако                 | 2                   | 174                              |
| 9  | Джастин Кредибл            | 1                   | 162                              |
| 10 | Бобби Лэшли                | 2                   | 155                              |
| 11 | Биг Шоу                    | 1                   | 152                              |
| 12 | СМ Панк                    | 1                   | 143                              |
| 13 | Мэтт Харди                 | 1                   | 127                              |
| 14 | Джэк Сваггер               | 1                   | 104                              |
| 15 | Райно                      | 1                   | 93                               |
| 15 | Сабу                       | 2                   | 93                               |
| 17 | Кейн                       | 1                   | 91                               |
| 18 | Джимми Снука               | 2                   | 79                               |
| 18 | Джонни Хотбади             | 1                   | 79                               |
| 20 | Марк Хенри                 | 1                   | 70                               |
| 21 | Джонни Нитро/Джон Моррисон | 1                   | 69                               |
| 22 | Чаво Герреро               | 1                   | 68                               |
| 23 | Стив Корино                | 1                   | 63                               |
| 24 | Томми Дример               | 2                   | 49                               |
| 25 | Бам Бам Бигелоу            | 1                   | 45                               |
| 26 | Микки Уипврек              | 1                   | 42                               |
| 27 | Джерри Линн                | 1                   | 35                               |
| 27 | Мистер Макмэн              | 1                   | 35                               |
| 29 | Тито Сантана               | 1                   | 32                               |
| 30 | Роб Ван Дам                | 1                   | 21                               |
| 31 | Масато Танака              | 1                   | 6                                |
| 32 | Иезекиил Джексон           | 1                   | <1                               |